# Opslag (plantenmorfologie)

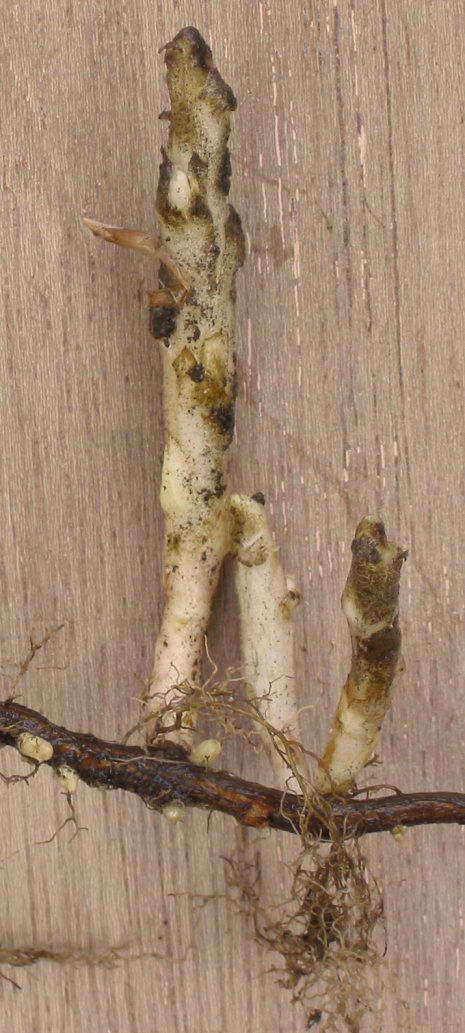
Wortelopslag van Japanse wijnbes

Opslag of wortelopslag is het uit de grond groeien van veelal taaie scheuten, dichtbij of iets verder verwijderd van een boom of moederplant.
Bij sommige houtgewassen ontstaan er knoppen aan de wortels. Als hieruit jonge scheuten of takken groeien, spreekt men van wortelopslag. Struiken met wortelopslag zijn bijvoorbeeld framboos en Japanse wijnbes. Bomen als ratelpopulier, gladde iep en robinia staan er om bekend. Bij de linde is de opslag zodanig dat men er soms 'blokken' van knipt. Ook fruitbomen kunnen last hebben van wortelopslag.

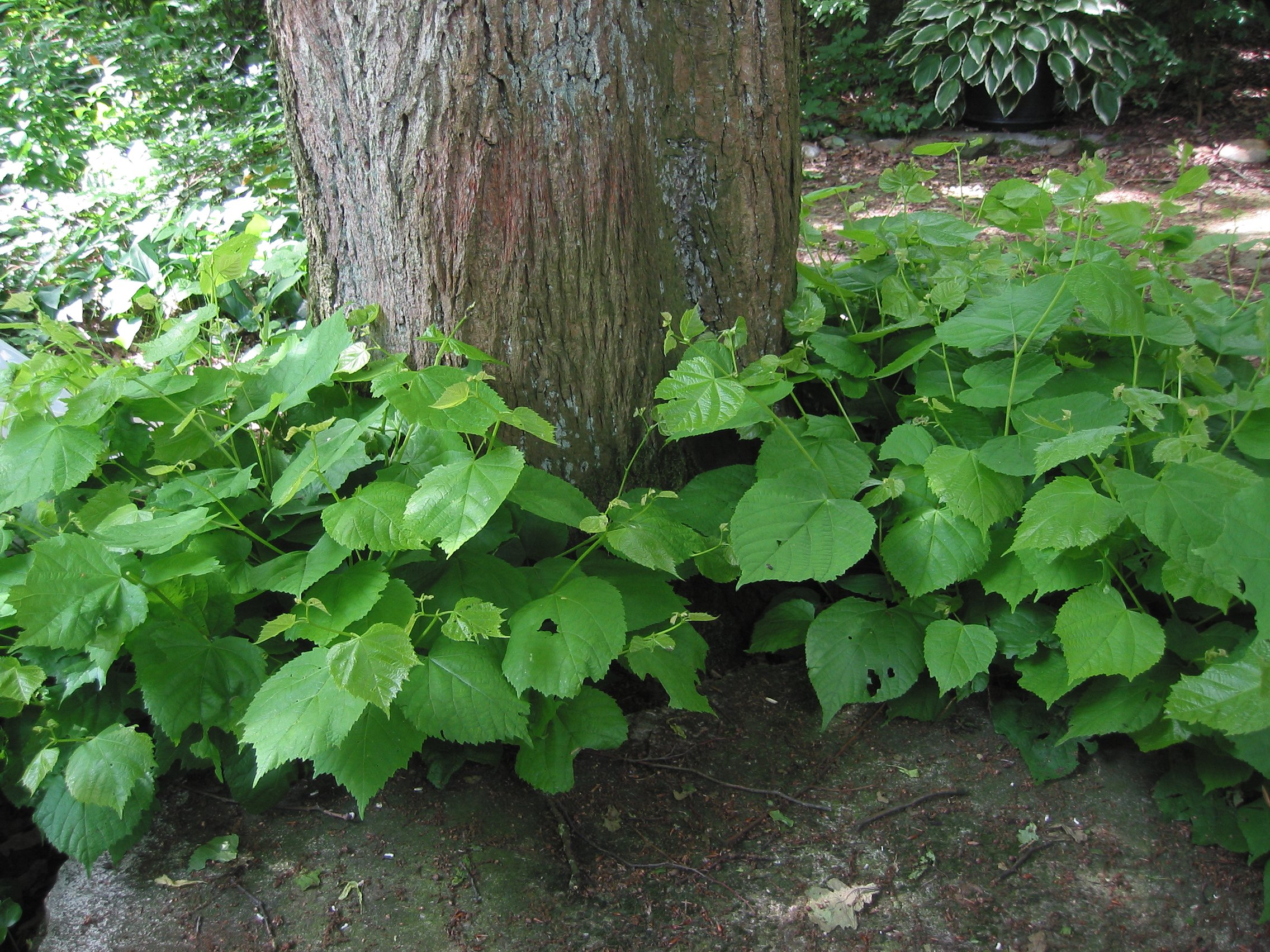
Opslag van Hollandse linde